# О’Мэлли, Шон
Шо́н О’Мэ́лли (англ. Sean O’Malley; род. 24 октября 1994 года, Хелена, Монтана, США) — американский боец смешанных боевых искусств. Выступает под эгидой UFC в легчайшей весовой категории. Бывший чемпион UFC в легчайшем весе. Занимает 1 строчку официального рейтинга UFC в легчайшем весе и 14 строчку официального рейтинга UFC среди лучших бойцов независимо от весовой категории (англ. pound-for-pound).

## Ранние годы
Будущий боец смешанных единоборств по настоянию родителей поступил учиться в Среднюю школу своего же родного города. В 2015 году молодой человек начинает ходить в секцию по боксу. Несмотря на то, что он не имел каких-либо спортивных званий, на любительских соревнованиях одержал пять побед нокаутом.

## Карьера в UFC
Как признаётся сам О’Мэлли, он долгое время мечтал попасть на профессиональную арену. И после того, как был повержен Альфред Кашакян, мечты превратились в реальность. Представители UFC подписали контракт с молодым бойцом.

### Бой с Террионом Воре
Дебютный бой состоялся в рамках турнира The Ultimate Fighter 26. Тот поединок по праву был признан боем вечера. Шон впечатлил своим официальным дебютом не только зрителей, но и судей, сокрушив жестокого Терриона Воре в 2017 году.
Воре начал бой серией ударов по низу. Казалось, что Шон О’Мэлли пропускает всё, что может. Но это был тактический ход начинающего бойца. Вскоре Шон умудрился нанести серию ударов в корпус Терриону. Стоит сказать, что визави оказался крепким орешком, и грамотно защищался. Возможно, тогда кто-то думал, что сражение окажется ничейным. Но Шон О’Мэлли склонил чашу весов доверия судейской бригады в свою сторону, когда в третьем, последнем раунде, старался бить соперника со всех сторон, обозначив тем самым активность больше, чем Террион.
После того боя, в интервью журналистам новостного издания MMAjunkie он сказал, что был обязан показать и зрителям, и судьям свою храбрость.
Непобедимый О’Мэлли своей дебютной победой привлёк внимание UFC.
В интервью журналистам спортсмен сообщил, что на тот момент он не чувствовал дополнительного груза ответственности, как многим казалось. Не было нервов и страха. Была лишь только мысль, почему после столь сокрушительных ударов Террион продолжал стоять на ногах, и не желал падать.

### Бой с Андре Сухамтатом
В марте 2018-го Шон дебютировал на номерном турнире — UFC 222, где три раунда бил Андре Сухамтата, победил единогласным решением судей и получил бонус $ 50 000 за лучший перфоманс. За 15 минут боя Шон нанес огромное количество ударов ногой. После поединка он не мог стоять, а помощь ему оказывали прямо в октагоне.
Выяснилось, что раньше нога была сломана, а на этот раз он просто усугубил прошлую травму. Несмотря на это, О’Мэлли дал одно из самых запоминающихся интервью — он поговорил с Джо Роганом прямо в клетке, пока лежал и корчился от боли.

### Бой с Эдди Вайнлэндом
После 2-х дебютных побед в UFC Шон заслужил контракт на бой с ветераном-легковесом Эдди Вайнлэндом, который не выходил в октагон почти год. Этот бой открывал кард юбилейного UFC 250. О’Мэлли пропустил несколько чувствительных ударов на старте боя, но терпеливо ждал своего шанса и получил его уже на 2-й минуте поединка. Он показал обманный удар левой рукой и провел мощнейший прямой удар правой, который отправил соперника на настил октагона. За эффектный нокаут О’Мэлли получил бонус в $ 50 000.

### Бой с Марлоном Вера
15 августа 2020 года О’Мэлли получил соглавный бой вечера на UFC 252 против опытного эквадорца Марлона Вера из ТОП-15 легкого веса UFC. В первом раунде боя О’Мэлли оступился и подвернул ногу, получив травму, из-за которой не способен был нормально передвигаться по октагону. В итоге, бой перешел на землю, где Вера нанес несколько ударов, после чего судья принял решение остановить бой. В результате, О’Мэлли было присуждено поражение техническим нокаутом в первом раунде. Это стало первым поражением в карьере О’Мэлли.

## Личная жизнь
О’Мэлли является большим поклонником Нейта Диаса. Также он любит компьютерные игры, в частности Fortnite. 6 июня 2018 года О’Мэлли присоединился к киберспортивной организации OpTic Gaming.
Ранее пробовал полностью вегетарианскую диету, но негативно отзывался о влиянии такого режима питания на физические данные. Состоит в открытых отношениях с Даньей Гонсалес — парикмахером из родного города Шона, которая стоит за многими его экстравагантными причёсками.

## Титулы и достижения
Ultimate Fighting Championship
- Чемпион UFC в легчайшем весе;
- Одна успешная защита титула против Марлона веры;
- Бонус за «Бой вечера» (3 раза) против: Андре Сухамтата, Криса Моутиньо и Петра Яна;
- Бонус за «Выступление вечера» (6 раз): против Хосе Альберто Киньонеса, Эдди Уайнленд, Томаса Алмейды, Раулиана Пайвы, Алджамейна Стерлинга и Марлона Веры.

## Статистика в смешанных единоборствах
| Боёв 22         | Побед 18 | Поражений 3 |
| --------------- | -------- | ----------- |
| Нокаутом        | 12       | 1           |
| Сдачей          | 1        | 1           |
| Решением        | 5        | 1           |
| Не состоявшихся | 1        | 1           |

| Результат    | Рекорд   | Соперник           | Способ                                | Турнир                                            | Дата             | Раунд | Время | Место                          | Примечание                                                            |
| ------------ | -------- | ------------------ | ------------------------------------- | ------------------------------------------------- | ---------------- | ----- | ----- | ------------------------------ | --------------------------------------------------------------------- |
| Поражение    | 18-3 (1) | Мераб Двалишвили   | Сдача (Север-Юг)                      | UFC 316                                           | 7 июня 2025      | 3     | 4:42  | Ньюарк, Нью-Джерси, США        | Бой за титул чемпиона UFC в легчайшем весе                            |
| Поражение    | 18-2 (1) | Мераб Двалишвили   | Единогласное решение                  | UFC 306                                           | 14 сентября 2024 | 5     | 5:00  | Парвдайс, Невада, США          | Утратил титул чемпиона UFC в легчайшем весе.                          |
| Победа       | 18-1 (1) | Марлон Вера        | Единогласное решение                  | UFC 299                                           | 9 марта 2024     | 5     | 5:00  | Майами, Флорида, США           | Защитил титул чемпиона UFC в легчайшем весе. «Выступление вечера» (6) |
| Победа       | 17-1 (1) | Алджамейн Стерлинг | Технический нокаут (удары)            | UFC 292                                           | 20 августа 2023  | 2     | 4:10  | Бостон, Массачусетс, США       | Завоевал пояс чемпиона UFC в легчайшем весе. «Выступление вечера» (5) |
| Победа       | 16-1 (1) | Пётр Ян            | Раздельное решение                    | UFC 280                                           | 22 октября 2022  | 3     | 5:00  | Абу-Даби, ОАЭ                  | «Бой вечера» (3)                                                      |
| Не состоялся | 15-1 (1) | Педру Муньюс       | Признан несостоявшимся (тычок в глаз) | UFC 276                                           | 2 июля 2022      | 2     | 3:09  | Лас-Вегас, Невада, США         | Муньос не смог продолжить бой после случайного тычка пальцем в глаз   |
| Победа       | 15-1     | Раулиан Пайва      | Технический нокаут (удары)            | UFC 269                                           | 11 декабря 2021  | 1     | 4:42  | Лас-Вегас, Невада, США         | «Выступление вечера» (4)                                              |
| Победа       | 14-1     | Крис Моутиньо      | Технический нокаут (удары)            | UFC 264                                           | 11 июля 2021     | 3     | 4:33  | Лас-Вегас, Невада, США         | «Бой вечера» (2)                                                      |
| Победа       | 13-1     | Томас Алмейда      | Нокаут (удар)                         | UFC 260                                           | 27 марта 2021    | 3     | 3:52  | Лас-Вегас, Невада, США         | «Выступление вечера» (3)                                              |
| Поражение    | 12-1     | Марлон Вера        | Технический нокаут (удары)            | UFC 252                                           | 15 августа 2020  | 1     | 4:40  | Лас-Вегас, Невада, США         |                                                                       |
| Победа       | 12-0     | Эдди Уайнленд      | Нокаут (удар)                         | UFC 250                                           | 6 июня 2020      | 1     | 1:54  | Лас-Вегас, Невада, США         | «Выступление вечера» (2)                                              |
| Победа       | 11-0     | Хосе Киньонес      | Технический нокаут (удары)            | UFC 248                                           | 7 марта 2020     | 1     | 2:02  | Лас-Вегас, Невада, США         | «Выступление вечера»                                                  |
| Победа       | 10-0     | Андре Сухамтат     | Единогласное решение                  | UFC 222                                           | 3 марта 2018     | 3     | 5:00  | Лас-Вегас, Невада, США         | Дебют в UFC. «Бой вечера»                                             |
| Победа       | 9-0      | Террион Вэйр       | Единогласное решение                  | The Ultimate Fighter: A New World Champion Finale | 1 декабря 2017   | 3     | 5:00  | Лас-Вегас, Невада, США         |                                                                       |
| Победа       | 8-0      | Альфред Хашакян    | Нокаут (удар)                         | Претендентская серия Дэйны Уайта 2017: 2 неделя   | 18 июля 2017     | 1     | 4:14  | Лас-Вегас, Невада, США         |                                                                       |
| Победа       | 7-0      | Дэвид Наззо        | Нокаут (удар ногой в голову)          | LFA 11                                            | 5 мая 2017       | 1     | 2:15  | Финикс, Аризона, США           |                                                                       |
| Победа       | 6-0      | Ирвин Велоз        | Нокаут (удар)                         | EB: Beatdown 20                                   | 18 марта 2017    | 1     | 2:34  | Нью-Таун, Северная Дакота, США |                                                                       |
| Победа       | 5-0      | Тайсен Линн        | Нокаут (удар ногой в голову)          | Intense Championship Fighting 26                  | 21 октября 2016  | 2     | 2:57  | Грейт-Фолс, Монтана, США       | Возвращение в легчайший вес                                           |
| Победа       | 4-0      | Марк Коутс         | Единогласное решение                  | Intense Championship Fighting 23                  | 7 ноября 2015    | 3     | 5:00  | Хелена, Монтана, США           | Дебют в наилегчайшем весе                                             |
| Победа       | 3-0      | Омар Авелар        | Удушающий приём (сзади)               | Intense Championship Fighting 20                  | 21 августа 2015  | 1     | 2:55  | Грейт-Фолс, Монтана, США       |                                                                       |
| Победа       | 2-0      | Шейн Сарджент      | Нокаут (удар)                         | Intense Championship Fighting 19                  | 3 июля 2015      | 1     | 2:03  | Чото, Монтана, США             |                                                                       |
| Победа       | 1-0      | Джош Рейес         | Технический нокаут (удары)            | Intense Championship Fighting 17                  | 6 марта 2015     | 1     | 1:33  | Грейт-Фолс, Монтана, США       |                                                                       |